# Renealmia congoensis
Renealmia congoensis är en enhjärtbladig växtart som beskrevs av François Gagnepain. Renealmia congoensis ingår i släktet Renealmia och familjen Zingiberaceae. Inga underarter finns listade i Catalogue of Life.